# Mapletonia falcata
Mapletonia falcata är en svampart som beskrevs av B. Sutton 1991. Mapletonia falcata ingår i släktet Mapletonia, divisionen sporsäcksvampar och riket svampar.   Inga underarter finns listade i Catalogue of Life.